# Cinema 4D
CINEMA 4D, ofta kallat C4D, är ett kommersiellt datorprogram för 3D-grafik och -animering och utvecklas av det tyska mjukvaruföretaget MAXON Computer GmbH. Programmet hanterar bland annat procedur- och polygonbaserad (sub-d) modellering, animering, ljussättning, texturbehandling samt rendering och är känt för sitt flexibla och användarvänliga gränssnitt. Senaste version av programmet, versionsnummer R25, utkom 2021.

## Översikt
CINEMA 4D använder sig av vanliga verktyg för 3D-modellering genom att skapa grupper av punkter, så kallade vertices, som bildar ytor då de kopplas samman. Stillbilder, filmer och andra renderade miljöer skapas med detta tillvägagångssätt.
I programmet används ett egenutvecklat program- och scriptspråk, C.O.F.F.E.E., som på många sätt påminner om JScript samt ett API skrivet i C++ med tillhörande SDK för utveckling av fristående insticksmoduler, så kallade plugins.

### Moduler
Förutom grundapplikationen CINEMA 4D, som innehåller alla vanliga modelleringsverktyg, så erbjuder MAXON flera tilläggsmoduler främst för animering och andra dynamiska effekter:
- Advanced Render - global illuminering/HDRI, kaustik, ambient occlusion och simulering av himmel/dagsljus
- BodyPaint 3D - för färgläggning och bildbehandling direkt på UV-ytor
- Dynamics - simulator för elastiska och icke-elastiska kroppar
- HAIR - simulerar gräs, hår, päls och liknande
- MOCCA - animering av modeller och tygsimulering
- MoGraph - verktyg för procedurbaserad animering och modellering
- NET Render - rendera projekt i större nätverk, i renderingskluster
- PyroCluster - simulering av eld, rök och andra partikeleffekter
- Sketch & Toon - rendera tekniska och tecknade skisser
- Thinking Particles - avancerat nodbaserat partikelsystem

Det finns, förutom CINEMA 4D:s inbyggda renderingsmotorer, ett flertal fristående och avancerade renderingsmotorer tillgängliga som insticksmoduler, exempelvis
- Corona Renderer
- Vray

- finalRender
- Maxwell Render
- Renderman Connection
- Indigo Renderer